# Либерман, Леонид Айзикович
Леони́д А́йзикович (Арка́дьевич) Либерман (род. 18 июля 1952, Гомель) — советский борец классического стиля, призёр чемпионатов СССР, чемпион мира, чемпион Универсиады, Заслуженный мастер спорта СССР (1973), Заслуженный тренер Республики Беларусь. Увлёкся борьбой в 1964 году. В 1970 году выполнил норматив мастера спорта СССР, а в 1971 году — мастера спорта СССР международного класса. Участвовал в семи чемпионатах СССР. Победитель международных турниров. Выпускник Белорусского института физкультуры и спорта (1975).

## Биография
Семья не была спортивной: отец работал механиком, а мать аптекарем. Сын активно играл в хоккей и футбол. Играл за сборную команду Белоруссии в финале турнира «Кожаный мяч». Спортивного мальчишку, который в то время учился в 5 классе, заметил Заслуженный тренер Белорусской ССР Григорий Козовский и переманил его в классическую борьбу. К десятому классу Либерман выиграл все юношеские соревнования в республике и стал сначала третьим на всесоюзном первенстве, а на следующий год — чемпионом. В дальнейшем он собрал все самые высокие титулы на соревнованиях среди молодёжи, перешёл во взрослую категорию и был включён в состав сборной команды СССР. Любимый приём — бросок прогибом или наклоном.
На чемпионат мира 1973 года должен был поехать чемпион СССР и мира, призёр Олимпийских игр 1972 года в Мюнхене Анатолий Назаренко. Однако он не смог принять участие в чемпионате. Поскольку Либерман был молод и не имел опыта крупных международных соревнований тренеры ему поставили задачу войти в тройку призёров. Однако он успешно завершил соревнования, победив по дороге призёров чемпионатов Европы и мира. За победу на этом чемпионате Либерману было присвоено звание Заслуженного мастера спорта СССР.
В 1977 году оставил большой спорт. После этого стал тренером ДСО «Урожай». Впоследствии работал в Белорусском институте физической культуры и спорта. Затем четыре года был помощником ректора Академии физического воспитания и спорта. В 1994 году его ученик Фархад Магеррамов стал серебряным призёром чемпионата Европы. За этот успех его ученика Либерману было присвоено звание Заслуженного тренера Белоруссии.
В 2001—2009 годах тренировал сборную команду Индии по греко-римской борьбе. Под его руководством команда, до того не блиставшая результатами, начала добиваться первых успехов: впервые индийский борец стал призёром чемпионата Азии. Индийская сторона предлагала продлить контракт, но Либерман решил вернуться домой.
Работает в Академии физического воспитания и спорта. Доцент кафедры спортивной борьбы Белорусского государственного университета физической культуры (БГУФК). С 2015 года — заведующий кафедрой спортивной борьбы БГУФК.

## Спортивные результаты
- Чемпионат СССР по классической борьбе 1971 года — ;
- Классическая борьба на летней Спартакиаде народов СССР 1971 года — ;
- Чемпионат России по классической борьбе среди ветеранов 1996 года — ;
- Чемпионат России по классической борьбе среди ветеранов 1997 года — ;
- Чемпионат мира по борьбе среди ветеранов 1998 года — ;

## Известные воспитанники
- Фархад Магеррамов[укр.] — серебряный призёр чемпионатов Европы 1994 и 1997 года.